# Чайковский, Анатолий Ильич
Анато́лий Ильи́ч Чайко́вский (1 [13] мая 1850—20 января [2 февраля] 1915) — русский судебный и государственный деятель, сенатор, тайный советник. Младший брат композитора П. И. Чайковского.

## Биография
Из потомственных дворян. Сын генерал-майора Ильи Петровича Чайковского и Александры Андреевны Ассиер (1813—1854). Младший брат знаменитого композитора Петра Ильича Чайковского, брат-близнец Модеста Чайковского.
В юности брал уроки игры на скрипке, увлекался драматическим театром.
По окончании Императорского училища правоведения в 1869 году, начал службу по Министерству юстиции в Киевской палате уголовного суда. Впоследствии служил в Минске, Петербурге и Москве.
В 1885 году был назначен прокурором Тифлисского окружного суда. В 1888 году был произведен в действительные статские советники. В следующем году перешел в МВД и 8 декабря 1889 года был назначен Тифлисским вице-губернатором. В 1891 году был переведен на ту же должность в Эстляндскую губернию, а в 1892 году — в Нижегородскую губернию. На должности Нижегородского вице-губернатора пробыл до 1895 года.
В 1897—1905 годах состоял сверхштатным чиновником особых поручений IV класса при министре внутренних дел. В 1901 году был произведен в тайные советники. В 1906 году был членом Совета Главного управления по делам печати. В 1907 году был назначен исполняющим обязанности товарища обер-прокурора Уголовного департамента Сената и членом консультации при Министерстве юстиции учрежденной. 24 февраля 1911 года назначен сенатором, присутствующим в первом общем собрании.
Умер в 1915 году в Царском Селе, где жил на Ребиндеровской ул., д. Новикова. Был похоронен в Александро-Невской лавре на Никольском кладбище; могила считается утраченной.
Несмотря на службу не оставлял увлечения музыкой. В Тифлисе был избран членом дирекции местного отделения Русского музыкального общества, участвовал в камерных ансамблях в качестве скрипача. По его приглашению Пётр Ильич приезжал на Кавказ в 1886—1890 годах). Братья вели постоянную переписку. Кроме того, Петр Ильич посвятил Анатолию шесть романсов, ор.38 (1878).

## Семья
Родители:
- Отец — Илья Петрович Чайковский (1795—1880);
- Мать — Александра Андреевна Ассиер (1812—1854).

Братья и сёстры:
- Николай Ильич Чайковский (1838—1911);
- Пётр Ильич Чайковский (1840—1893);
- Александра Ильинична Чайковская (в замужестве Давыдова)[6];
- Ипполит Ильич Чайковский (1843—1927);
- Модест Ильич Чайковский (1850—1916), брат-близнец Анатолия.

Жена: Прасковья Владимировна Коншина (1864—1956), дочь коммерции-советника В. Д. Коншина.
- Дочь — Татьяна (1883—1970), в замужестве Веневитинова, во 2-м браке — баронесса Унгерн-Штернберг, в 3-м — Уоррен Кросс. В эмиграции во Франции, затем в Великобритании[8].
  - Внук — Владимир Алексеевич Веневитинов (1905—1957) после Второй мировой войны был репатриирован и арестован, отбывал срок в Воркутлаге[9].
  - Внучки: Елена Алексеевна Веневитинова (1907—1917), Аполлинария Алексеевна Веневитинова (1908—1930/31), Маргарита Павловна Унгерн-Штернберг (1910—1980), Мария Павловна Унгерн-Штернберг (1912—2002).

## Награды
Российской империи:
- Орден Святого Станислава 1-й ст. (1893)
- Орден Святой Анны 1-й ст. (1898)
- Орден Святого Владимира 2-й ст. (1904)
- Орден Белого Орла (1910)
- знак отличия за XL лет беспорочной службы
- Медаль «В память царствования императора Александра III»
- Медаль «В память 300-летия царствования дома Романовых»
- Знак «В память 200-летия Правительствующего Сената»
- Знак «В память 50-летия Положения о земских учреждениях»

Иностранные:
- персидский орден Льва и Солнца 1-й ст. (1890)